# Fraunhofer-Institut für Kurzzeitdynamik
Das Fraunhofer-Institut für Kurzzeitdynamik, Ernst-Mach-Institut (EMI, in der Kurzbezeichnung „Fraunhofer EMI“ genannt) ist ein Institut der Fraunhofer-Gesellschaft zur Förderung der angewandten Forschung e. V. Es wurde 1959 von Hubert Schardin in Freiburg im Breisgau gegründet.
Die Aktivitäten des Instituts sind der angewandten Forschung und Entwicklung im Fach der Ingenieurwissenschaften auf den Gebieten der Stoßwellen- und Impaktphysik, Werkstoffwissenschaft, Computational Physics und Kurzzeitmesstechnik zuzuordnen. Neben dem Standort in Freiburg gibt es die Institutsteile Efringen-Kirchen und Kandern.
Namensgeber für den Beinamen „Ernst-Mach-Institut“ ist der Physiker Ernst Mach (1838–1916), dem es erstmals gelang, mittels kurzzeitfotografischer Methoden zur Visualisierung, ballistische und gasdynamische Vorgänge sichtbar zu machen.

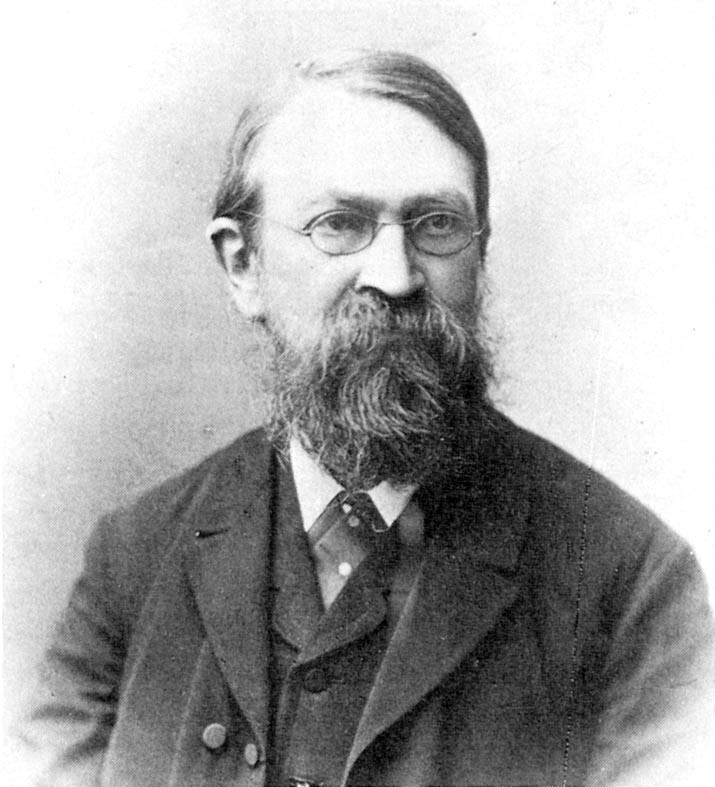
Ernst Mach, 1900

## Forschung und Entwicklung
Das Fraunhofer EMI ist ein Institut, das sich mit einem breiten Spektrum von Themen aus der angewandten Physik und mit der Untersuchung physikalisch-technischer Vorgänge in Werkstoffen, Strukturen und Komponenten befasst. Es ist spezialisiert auf die Untersuchung physikalisch-technischer Vorgänge in Werkstoffen, Strukturen und Komponenten. Die Forschungsarbeiten des EMI liegen in seinen Geschäftsfeldern Verteidigung, Sicherheit, Automotive, Raumfahrt und Luftfahrt und haben die erhöhte Sicherheit, Zuverlässigkeit, Resilienz und Nachhaltigkeit der Gesellschaft zum Ziel.
Zum Forschungsprofil gehören die Werkstoffwissenschaften, die Ballistronik (Kopplung von Ballistik und Mikroelektronik bzw. Mikromechanik), High-Performance Computing, die Sensorik und die Kurzzeitmesstechnik. Die Forschung und Entwicklung liegt in den Bereichen Sicherheit von Infrastrukturen, Verkehrssicherheitstechnik, Schutztechnologien für Raumfahrzeuge, Analyse von Störfällen, Einsatz und Wirkung von Explosivstoffen, zivile und militärische Schutztechnik.
Zur Erfassung von Kurzzeitvorgängen steht ein breites Spektrum an Methoden zur Verfügung, das die Messung und Visualisierung von Vorgängen ermöglicht, die im Zeitbereich von Milli- bis Nanosekunden, bei hohen Drücken bis 1 Megabar und bei extrem hohen Dehnraten bis 106 s−1 ablaufen.
Zur Erfassung der Kurzzeit-Vorgänge werden beispielsweise Hochgeschwindigkeitskameras, leuchtstarke gepulste Lichtquellen, Laserstroboskopie und Röntgenblitztechnik eingesetzt. In den Versuchsanlagen des Fraunhofer-Instituts können Materialeigenschaften auch unter hochdynamischen Bedingungen geprüft und geeignete Beschreibungen für die Simulation definiert werden.
Das Fraunhofer EMI verfügt über mehrere Beschleunigungsanlagen, mit denen Projektile auf hohe Geschwindigkeiten beschleunigt werden können. Die zweistufige Beschleunigungsanlage in Efringen-Kirchen ist die größte in Europa. Zudem ist das Institut eine anerkannte Prüfstelle  für sprengwirkungshemmende Normprüfungen von Sicherheitssonderverglasungen entsprechend DIN EN 13541. Die für eine CE-Kennzeichnung zu berücksichtigenden Eigenschaften  spezifiziert der Anhang ZA der jeweiligen Produktnorm.

## Kooperationen
Das Fraunhofer EMI ist Mitglied verschiedener Fraunhofer-Verbünde und Fraunhofer-Allianzen. Darin bündeln die Fraunhofer-Institute ihre jeweiligen Kompetenzen und ermöglichen es bei komplexen Aufgabenstellungen kompetente Ansprechpartner zu finden, die institutsübergreifend Lösungsangebote erarbeiten und Forschung und Entwicklung koordinieren.
Das Fraunhofer EMI ist Mitglied in folgenden Fraunhofer-Verbünden
- MATERIALS
Dieser Verbund bündelt die Kompetenzen der zwölf materialwissenschaftlich orientierten Institute der Fraunhofer-Gesellschaft.
- Fraunhofer-Verbund für Verteidigungs- und Sicherheitsforschung VVS
In diesem Verbund haben sich Fraunhofer-Institute zusammengeschlossen, um ihre Forschungsaktivitäten im Bereich „Defense and Security“ zu koordinieren und umzusetzen.

Das Fraunhofer EMI ist Mitglied in folgenden Fraunhofer-Allianzen
- Fraunhofer-Allianz Numerische Simulation von Produkten, Prozessen 
Hier bündeln zwanzig Fraunhofer-Institute ihre Kompetenzen, die sich mit der Entwicklung und Verbesserung von Simulationsverfahren beschäftigen.
- Fraunhofer-Allianz Bau
Die Allianz bietet Bau-Kompetenz aus einer Hand durch integrale Systemlösungen für die Bauindustrie.
- Fraunhofer-Allianz Leichtbau 
Die in der Fraunhofer-Allianz Leichtbau zusammengeschlossenen Institute haben Kompetenzen in den Bereichen Materialien bzw. Materialverbünde für den Leichtbau, Füge- und Fertigungsverfahren im Leichtbau, numerische und experimentelle Simulation im Leichtbau und Bewertung von Bauteilen und Systemen.
- Fraunhofer-Allianz Batterien
Der Fokus der Forschungsarbeiten dieser Fraunhofer-Allianz liegt auf Batterien und Superkondensatoren, einschließlich Redox-Flow-Systemen, die Wertschöpfungskette erstreckt sich von Materialien auch für kleinste Speichereinheiten über Modulaufbau und Batteriemanagement bis hin zur Qualitätssicherung in der Fertigung und der Simulation von Materialien bis Designs.
- Fraunhofer-Allianz Space
Die Fraunhofer-Allianz Space ist ein Zusammenschluss von Instituten, die im Bereich Raumfahrttechnologie angewandte Forschung für den Weltraum betreiben.
- Fraunhofer-Allianz Generative Fertigung
Die Fraunhofer-Allianz Generative Fertigung integriert deutschlandweit 15 Fraunhofer-Institute, die sich – fokussiert auf unterschiedliche Schwerpunkte – mit der Thematik der generativen Fertigung befassen und bildet damit die gesamte Prozesskette ab. Dies umfasst die Entwicklung, Anwendung und Umsetzung generativer Fertigungsverfahren und Prozesse sowie die dazugehörigen Materialien.

Zusammen mit dem Prorektor Forschung der Albert-Ludwigs-Universität Freiburg, Gunther Neuhaus, ist Stefan Hiermaier Koordinator des Leistungszentrums Nachhaltigkeit, einer Kooperation der fünf Freiburger Fraunhofer-Institute und der Albert-Ludwigs-Universität.
Seit 2006 besteht eine Kooperation mit dem Institut für Mechanik und Statik der Fakultät für Bauingenieur- und Vermessungswesen (inzwischen Fakultät für Bauingenieurwesen und Umweltwissenschaften) bei der Universität der Bundeswehr München. Ziel dieser Kooperation ist der gemeinsame Ausbau internationaler Forschungsprojekte und ein verstärkter Technologietransfer von Forschungsergebnissen zu anschließenden Produkten.
Seit 2015 ist Stefan Hiermaier Direktor des Instituts für Nachhaltige Ingenieursysteme (INATECH) an der Technischen Fakultät der Universität Freiburg. Seit dem 1. Januar 2015 ist Stefan Hiermaier Leiter des EMI. Gleichzeitig ist er seit dem 1. Januar 2015 auch Direktor der neu gegründeten Instituts für Nachhaltige Ingenieursysteme (INATECH) an der Technischen Fakultät der Universität Freiburg. Hiermaier ist seit 1996 am Ernst-Mach-Institut tätig. Seine Berufung auf die außerplanmäßige Professur für Hochdynamik an der Universität der Bundeswehr erfolgte 2008.

## Infrastruktur
- Im Jahr 2015 waren insgesamt über 330 Mitarbeiter am EMI beschäftigt, über die Hälfte davon sind im wissenschaftlich-technischen Bereich tätig.
- Der Betriebshaushalt des Fraunhofer EMI lag im Geschäftsjahr 2015 bei 27,3 Millionen Euro.